# Officina Agostino Ballerio

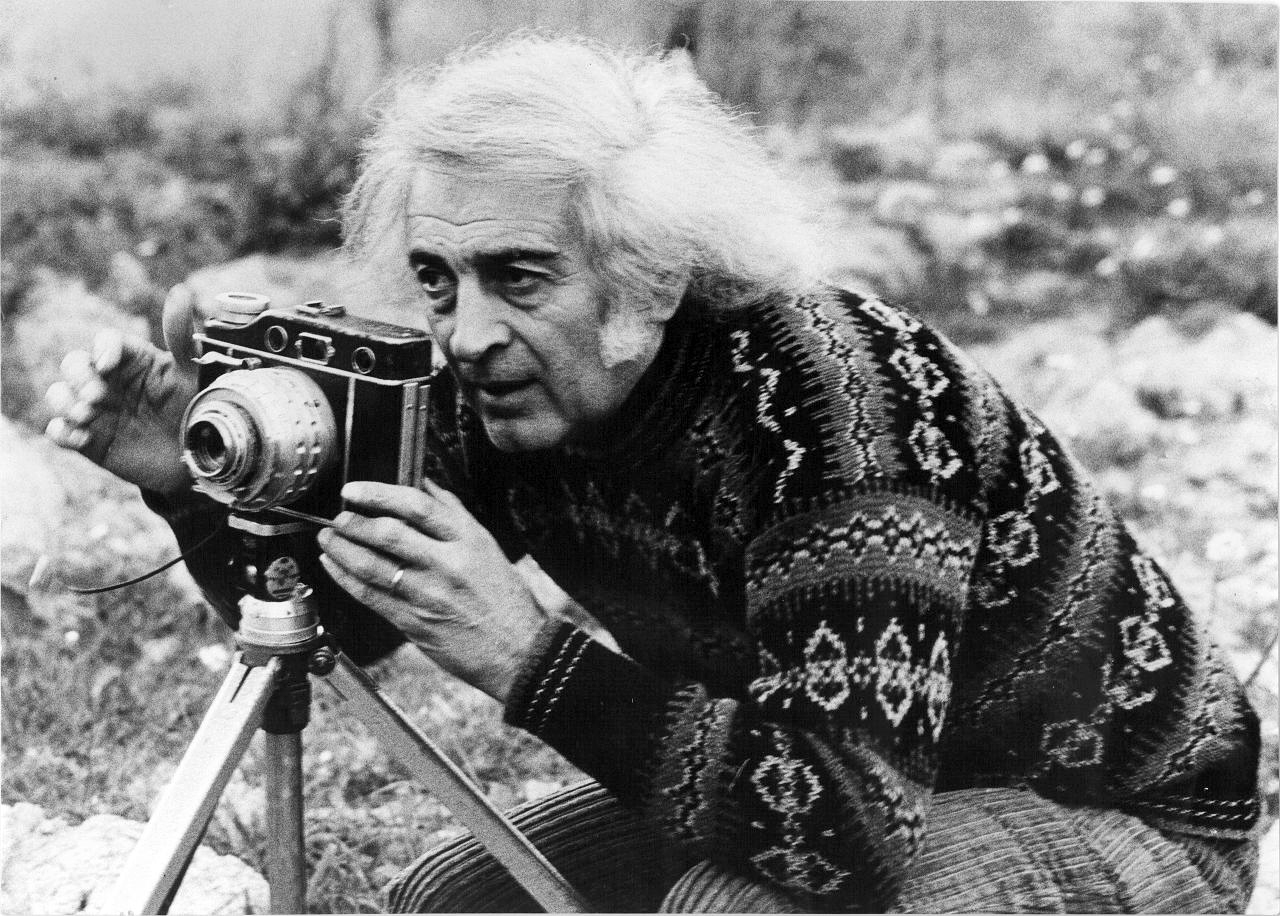
Il fotografo Mario Giacomelli con una Kobell

L'officina milanese di Carlo Boniforti e Agostino Ballerio poi officina Agostino Ballerio è stata una piccola azienda artigianale di fotocamere meccaniche attiva nell'immediato dopoguerra a Milano.

## Storia
Nella sua produzione spicca 35 mm una copia della Leica con un otturatore a tendina e con un innesto a vite per gli obiettivi, dal nome Perseo del 1948. Modello costruito per poco tempo in tre varianti diverse. Il primo modello era  privo di telemetro e della sincronizzazione per il flash.
La Perseo a differenza della Leica ha il tettuccio completamente piatto e il pulsante di scatto è posto sul frontale. 
Gli obiettivi 50 mm f 3.5  rientranti venivano forniti dalle Officine Galileo e erano siglati Perseo. La pellicola era 24 x 34 mm e dal rullino 135 si potevano ottenere 40 fotogrammi invece dei soliti 36.
L'artigiano Ballerio costruisce, inoltre, una fotocamera con un ingegnoso sistema tricromatico per la registrazione contemporanea di tre immagini identiche filtrate con filtri di colore diverso; questa chiamata Photochrome, non entrò mai in produzione.
In seguito l'officina si dedicherà alla costruzione di fotocamere per uso professionale, abbandonando del tutto la costruzione di 35 mm, di cui si stimano prodotte non più di 250 pezzi.
Il modello professionale più famoso fu la Kobell del 1952, un apparecchio di formato 6 x 9 cm. Infine, fu prodotta la Linear, un apparecchio in alluminio di grande formato che entra in produzione dal 1966-67; questa era una fotocamera che utilizzava pellicole piane di 9 x 12 cm molto simile ai modelli Linhof.